# 國ヶ岩夘八
國ヶ岩 夘八（くにがいわ うはち、1875年1月4日 - 1932年2月17日）は、徳島県美馬市出身で小野川部屋、草風部屋(京都相撲)、入間川部屋に所属した力士。本名は山本 宇八。8代待乳山、7代稲川。165cm、88kg。最高位は東前頭18枚目（ただし、番付外幕尻格）。

## 経歴
大坂相撲、京都相撲に在籍し、京都相撲では史上最後の大関となった。その後39歳で東上し1914年5月幕尻格で初土俵入幕。それ以後は十両、幕下で過ごし、1919年1月に引退して待乳山を襲名、のち稲川に変更し、出羽海部屋で指導した。

## 成績（東京）
- 番付在位場所数：10場所
- 通算成績：17勝22敗6休1預
- 幕内在位：1場所
- 幕内成績：1勝3敗6休
- 十両在位：7場所
- 十両成績：14勝17敗1預

### 場所別成績
| 1914年 （大正3年） | x                       | 東前頭18枚目 1–3–6 |
| 1915年 （大正4年） | 東十両12枚目 2–2 1預    | 東十両15枚目 3–2   |
| 1916年 （大正5年） | 東十両10枚目 3–2        | 東十両4枚目 1–4    |
| 1917年 （大正6年） | 東十両14枚目 2–1        | 西十両6枚目 2–3    |
| 1918年 （大正7年） | 東十両12枚目 1–3        | 東幕下6枚目 2–2    |
| 1919年 （大正8年） | 西幕下15枚目 引退 0–0–0 | x                  |
| 各欄の数字は、「勝ち-負け-休場」を示す。 優勝 引退 休場 十両 幕下 三賞：敢=敢闘賞、殊=殊勲賞、技=技能賞 その他：★=金星 番付階級：幕内 - 十両 - 幕下 - 三段目 - 序二段 - 序ノ口 幕内序列：横綱 - 大関 - 関脇 - 小結 - 前頭（「#数字」は各位内の序列） |                         |                    |

## 改名
日ノ出松→國岩→國ヶ岩